# Al-Mamún abbászida kalifa
Al-Mamún (arab betűkkel المأمون – al-Maʾmūn), eredeti nevén Abu l-Abbász Abdalláh (arabul أبو العباس عبد الله – Abū l-ʿAbbās ʿAbdallāh; 786. szeptember 13. – 833. augusztus 7.), Hárún ar-Rasíd fia volt az Abbászida-dinasztia hetedik kalifája (uralkodott 813-tól haláláig). Melléknevének (al-Mamún) jelentése: aki iránt hűségesek, akiben megbíznak. Öccsétől, al-Amíntól ragadta el a trónt. A legjelentősebb kalifák közé tartozik; nevéhez fűződik a kulturális fejlődésben kiemelt fontosságú bagdadi Dár al-Hikma megalapítása, illetve a mutazila vallási irányzatának felkarolása és a mihna (inkvizíció) felállítása.

## Trónszerzése
Al-Mamún volt Hárún ar-Rasíd legidősebb fia, ám mivel anyja egy perzsa rabnő volt – szemben öccsével, Muhammad al-Amínnal, akinek az anyja egy Abbászida-családhoz tartozó arab hölgy volt – ez utóbbit nevezte ki örökösévé. Ar-Rasíd úgy tervezte, hogy al-Mamúnt Horászán emírjévé kinevezve gyakorlatilag a perzsa birodalomfelet adja neki, míg al-Amín közvetlen irányítása alatt az arab részek maradtak meg. A Hárún által kialakított öröklési rend értelmében al-Amín halála után a tőle horászáni emírként csak névleg függő bátyjára szállt volna a trón. Bár betartatására megeskették mindkettejüket, apjuk 809-es halálát követően ellenségeskedés tört ki köztük. Al-Amín saját fiát, Múszát akarta örökösének elismertetni, amire fivére nem volt hajlandó. 811-ben háború tört ki a testvérpár között, amit 813-ra al-Mamún nyert meg tehetséges hadvezérének, Táhir ibn Huszajnnak és képzett horászáni haderejének köszönhetően. A kétségbeesett ellenállást követően menekülő Amínt Táhir elfogta és kivégeztette.

## Kalifátusa

### Zűrzavaros évek
Al-Mamún 818-ig nem költözött Bagdadba, hanem Mervben maradt. Erre jó oka volt, mivel a polgárháború végeztével nem ültek el a harcok. A Barmakidák pártfogoltjából al-Mamún főemberévé lett Fadl ibn Szahl testvére, az Irak élére kinevezett Haszan ibn Szahl ellen felkelések törtek ki, amit az többek között Alidák lázadásra próbáltak felhasználni. Muhammad ibn Ibráhím, azaz Ibn Tabátabá felkelését egy mezopotámiai beduin vezér, Abu sz-Szarája vezette éveken keresztül. Eközben Bagdadban al-Mamún egy nagybátyja, al-Manszúr ibn al-Mahdi kiáltatta ki magát kalifává.
Ebben az időben al-Mamún egy megdöbbentő lépést tett: Ali ar-Ridát, a tizenkettes síiták nyolcadik imámját, a huszajnida Alidák családfőjét magához hívatta Medinából Horászánba, és ott örököséül jelölte ki. Ali imám jóval idősebb volt nála, ráadásul kijelölése és az ezáltal történt nyitás az Alidák felé ellenállást szült az uralkodó család körében: al-Mamún egy másik nagybátyja, Ibráhím ibn al-Mahdi is ellenkalifaként lépett fel – igaz, ő később önként lemondott, és arra hivatkozott, hogy al-Mamún téves halálhírére nyilvánította magát kalifává. Al-Mamún és Ali ar-Ridá kapcsolata nem tartott túl soká. Amikor a kalifa végül 818-ban elindult Bagdadba, Ali meghalt az úton (a síiták meggyőződése, hogy al-Mamún mérgeztette meg), és közeledtére Ibráhím is lemondott. A harcokban korrumpálódott Fadl és Haszan ibn Szahl ugyanebben az évben hunyt el, illetve esett gyilkosság áldozatául, így al-Mamún „tiszta lappal” kezdhetett.

### A mutazila
Az Alidákhoz történő közeledés hátterében gyaníthatóan az a törekvés állt, hogy azáltal a mérsékelt síita hitelveket átvéve a kalifátus számára törvényalkotói hatalmat szerezzen. A szunnita kalifa ugyanis ebben a tekintetben az ulema, azaz a jog- és vallástudósok rétege konszenzusának (idzsmá) volt alávetve, és szerepe pusztán ez utóbbi betartatására korlátozódott. A síita imámeszme viszont a közösséget vezető imámot jelölte meg a vallás és az ebből fakadó törvények egyetlen legitim értelmezőjének, akit így természetszerűen nem korlátozhatott senki. Az Alidákkal való együttműködési kísérlet azonban kudarcot vallott, így al-Mamúnnak egy másik réteget kellett keresnie, amely támogatta ez irányú terveit. Ezt a mutazilában találta meg, melynek egyik radikális vezetőjét, Ibn Abi Duvádot főkádivá nevezte ki.
Az eredetileg aszkétikus életvitelű csoport Hárún ar-Rasíd idejére magáévá tette a hellenisztikus dialektika eszközét, és ezáltal a racionalista kalám (dialektikus teológia) legfőbb művelőivé váltak. Mivel ar-Rasíd és al-Amín egyaránt ellenezte tevékenységüket, al-Mamún könnyedén megnyerhette őket ügyének. A mutaziliták tételei közül az isteni egység hangsúlyozása, az antropomorfizmus elutasítása és a Korán szimbolikus értelmezése, valamint afféle Istent jóra, azaz igazságosságra kötelező kategorikus imperatívusz feltételezése emelhető ki. Szigorú egyistenhitükből fakadóan elutasították a kinyilatkoztatás, azaz a Korán örökkévaló voltát, amely ebben a perspektívában elvesztette általános, minden időre és helyzetre kiterjedő érvényét, lehetőséget biztosítva – sőt, elvárva – az értelmezésére, körülményekhez való igazítására. Mindez szöges ellentéte volt a szunnita ortodoxia elveinek.
Al-Mamún 827-ben adta parancsba a mindennapi életben leginkább jelenlévő kérdés, a Korán teremtettségének elismerését. Ezzel párhuzamosan felállította a mihna nevű, afféle inkvizíciónak megfelelő testületet, melynek feladata az volt, hogy az ulemát, illetve a vallásjog alapján ítélkező kádikat és muftikat a mutazilita tanok elfogadására és hirdetésére kötelezze. A szunnita vallástudósok körében komoly ellenállás formálódott ki, melynek vezéralakja az as-Sáfií mellett tanult, de végül az övénél szigorúbb jogi iskolát (madzhab) alapító Ahmad ibn Hanbal, a jeles hadísztudós volt. A mihna huszonkét évig működött, végül al-Mamún harmadik utóda, al-Mutavakkil 849-ben visszatért a szunnita iszlám kebelére.

### Lázadások
Miután al-Mamún visszatért Bagdadba, a birodalom belső békéje nem állt helyre. Egyiptomot törzsi villongás, kopt lázadás és az andalúziai muszlim száműzöttek alexandriai támadása fenyegette, Jemenben az Alidák lázongtak, Felső-Mezopotámiában és az iráni területeken pedig a háridzsiták folytatták szokásos harcukat a központi hatalom ellen. Ez utóbbiak elleni harc keretében 828-ban sikerült csak legyőzni a mintegy harminc éve lázadó szisztáni és heráti Ibn Azarakot. Horászán vezetése egyébként 820-ban Táhirra szállt, akinek al-Mamún örökös tartományként adta oda hajdani területét. A hadvezér 822-ben halt meg, és már ő maga is veszélyes önállóságot mutatott; al-Mamún mégis elismerte fia, Talha emírségét, majd 828-ban fivéréét, Abdalláhét, akik kiváló hadvezérekként segítették őt – Abdalláh például az egyiptomi zavargások megszüntetésében játszott kulcsszerepet. A közép-ázsiai Uszrúsana fejedelemségét 822-ben sikerült végleg hódoltani a helyi trónviszály egyik szereplője, Hajdar ibn Kávúsz segítségével, aki al-Mamún udvarában keresett menedéket, a diadal után pedig megkapta a fejedelmi afsín címet. Al-Afsín a kalifa öccse, Abu Iszhák Muhammad (a későbbi al-Mutaszim kalifa) oldalán komoly szerepet játszott az egyiptomi beduinok és koptok leverésében.

### Bizánci háborúk
A Bizánci Birodalom elleni háborúra eleinte nem sok lehetősége volt al-Mamúnnak a határ menti alakulatok évi portyáin túl. 820–823 között támogatta a szláv Thómasz II. Mihály elleni lázadását: az antiochiai pátriárka a kalifa jóváhagyásával kente fel az ellencsászárt, majd helyzetét rendezve – talán a mutazilita reform kapcsán a már atyja által is hangsúlyozott gázi-szerep felelevenítésével, azaz a hitetlenek elleni harccal próbálta vallási főségét hangsúlyozni.
828-ban a kalifa fia, al-Abbász lett az Avászim és a Szugúr határ menti tartományok főparancsnoka. 830-ban a kalifa a Toros hegyei, fia pedig Meliténé felől indított támadást, melynek keretében bevették Koront és Magidát. Ellenfelét, Theophilosz császárt Szicíliában is szorongatták a 831-ben Palermói Emírséget megalapító muszlimok, de az év elején a bizánciak elfoglalták Tarszoszt és Mopszuesztiát. A diadalmenetben hazatérő császárt az év végén Kappadókiában győzték le. Utolsó offenzívájának célja egy Tüana központú tartomány kialakítása volt, ami bázisként szolgálhatott volna a későbbi terjeszkedéshez. 832-ben a Kilikiai-kaput védő Lulon került arab kézbe, majd 833-ban al-Abbász azt a feladatot kapta, hogy Tüanát erős bázissá építse ki.

### Kultúra
Al-Mamúnt és fivérét a kiváló kúfai nyelvész, al-Kiszáí nevelte, ő maga pedig al-Kiszáí egy jeles tanítványát, al-Farrát tette meg gyermekei nevelőjévé. A 822-ben elhunyt al-Farrá nyelvtani munkássága mellett Korán-magyarázó előadásairól is híres volt.
Bár már elődei is bőkezűen támogatták a költőket, énekeseket és tudósokat, illetve sok pénzt áldoztak a különféle idegen nyelvű művek lefordíttatására, ez utóbbi tekintetben al-Mamún mindegyiküket felülmúlta. Bagdadban megalapította A Tudomány Házát (Bajt/Dár al-Hikma), amely temérdek fordítót alkalmazott, és műhelyében számos antik művet lefordítottak. A mutaziliták ezt a műveletet egyébként is lelkesen támogatták, noha az ortodoxia sokszor gyanakvással szemlélte, sőt veszélyesnek ítélte a különféle filozófiai eszmék beáramlását az iszlám világába. A Dár al-Hikma legjelesebb alakja és szervezője a még sokáig élő nesztoriánus keresztény, Hunajn ibn Iszhák volt. Ő maga személyesen is több munkát átültetett arabra, így Arisztotelész, Galénosz vagy Hippokratész egyes műveit.
Egyiptomban végzett ásatásai kapcsán a modern régészetet megelőző kutatások egyik legszerencsésebb résztvevőjeként is említik a nevét.

## Halála, utódlása
Al-Mamún 833-ban személyesen vezetett anatóliai hadjáratán a kilikiai Tarszosz közelében halt meg, meglehetős váratlansággal. A kalifa személyes támadása, mely akár Konstantinápolyt is veszélyeztethette volna, al-Mamún útközben bekövetkezett halálával így idő előtt ért véget. A trónon egy török rabszolganőtől származó féltestvére, al-Mutaszim követte, aki mellett fia, al-Abbász meg tudta őrizni határvédelmi méltóságát.